# Psallus aethiops
Psallus aethiops is een wants uit de familie van de blindwantsen (Miridae). De soort werd het eerst wetenschappelijk beschreven door Johan Wilhelm Zetterstedt in 1838.

## Uiterlijk
De zwartbruine wants is macropteer (langvleugelig) en kan 4 tot 4,5 mm lang worden. De mannetjes zijn langwerpig en de vrouwtjes zijn ovaal van vorm. Het lichaam is bedenkt met goudglanzende, liggende, schubachtige haartjes. Zowel het halsschild als het scutellum zijn zwart gekleurd, net als de voorvleugels. Psallus aethiops lijkt sterk op Psallus betuleti en Psallus montanus; die hebben echter witte openingen naar de geurklieren, niet zwart zoals bij Psallus aethiops. Bij deze twee soorten is het tweede antennesegment ook minder dik en langer en het eind van het verharde deel van de voorvleugels is ook niet volledig zwart zoals bij Psallus aethiops.

## Leefwijze
De soort overwintert als eitje en de volwassen dieren kunnen van mei tot juli aangetroffen worden in wilgenstruwelen en uiterwaarden op wilgen, zoals boswilg (Salix caprea). Met name de mannetjes leven kort. Er is een enkele generatie per jaar.

## Leefgebied
De soort is in 2013 voor het eerst gevonden in Zuid-Limburg en de wants is nog steeds zeer zeldzaam in Nederland. Het verspreidingsgebied is Holarctisch: van Noord- en Midden-Europa tot Siberië en Korea in Azië tot in Noord-Amerika.